# Феолус Швейница
Трутови́к Шве́йница, или фе́олус Швейница (лат. Phaéolus schweinítzii) — вид грибов, входящий в род Phaeolus семейства Fomitopsidaceae. Видовое название дано в честь американского миколога Льюиса Дэвида Швейница (1780—1834).
Синонимы:
- Boletus sistotrema Alb. & Schwein. ex Sacc. 1888
- Boletus sistotremoides Alb. & Schwein. 1805
- Calodon spadiceus (Pers.) Quél. 1886
- Cladomeris schweinitzii (Fr.) Quél. 1886
- Cladomeris spongia (Fr.) Quél. 1886
- Coltricia schweinitzii (Fr.) G. Cunn. 1948
- Daedalea fusca Velen. 1922
- Daedalea spadicea (Pers.) Fr. 1821
- Daedalea suberosa Massee 1906
- Hapalopilus schweinitzii (Fr.) Donk 1933
- Hydnellum spadiceum (Pers.) P. Karst. 1880
- Hydnum spadiceum Pers. 1800
- Inodermus schweinitzii (Fr.) Quél. 1888
- Inonotus herbergii (Rostk.) P. Karst. 1889
- Inonotus spongia (Fr.) P. Karst. 1882
- Inonotus sulphureopulverulentus P. Karst. 1904
- Mucronoporus spongia (Fr.) Ellis & Everh. 1889
- Ochroporus sistotremoides (Alb. & Schwein.) J. Schröt. 1888
- Phaeodon spadiceus (Pers.) J. Schröt. 1888
- Phaeolus sistotremoides (Alb. & Schwein.) Murrill 1905
- Phaeolus spadiceus (Pers.) Rauschert 1988
- Phaeolus spongia (Fr.) Pat. 1900
- Polyporus herbergii Rostk. 1848
- Polyporus holophaeus Mont. 1843
- Polyporus schweinitzii Fr. 1821
- Polyporus sistotremoides (Alb. & Schwein.) Murrill 1905
- Polyporus spongia Fr. 1863
- Polyporus sulphureopulverulentus (P. Karst.) Sacc. & D. Sacc. 1905
- Polystictus herbergii (Rostk.) P. Karst. 1887
- Polystictus holophaeus (Mont.) Cooke 1886
- Polystictus holophaeus (Mont.) Fr. 1851
- Polystictus holopleus (Mont.) Fr. 1851
- Polystictus schweinitzii (Fr.) P. Karst. 1879
- Romellia sistotremoides (Alb. & Schwein.) Murrill 1904
- Xanthochrous waterlotii Pat. 1924

## Описание
- Шляпка 10—30 см в диаметре, в молодом возрасте серно-жёлтого, затем ржаво-коричневого или тёмно-коричневого цвета, с концентрическими зонами, с жёлтым краем, плоской формы, покрытая бородавками или волосками.
- Гименофор трубчатый. Поры 0,3—2,5 мм в диаметре, оливково-жёлтого, затем коричневого цвета. Трубочки 3—6 мм длиной.
- Мякоть жёлто-коричневого или ржаво-коричневого цвета, без особого вкуса и запаха.
- Споры бесцветные, эллиптической формы, с гладкой поверхностью, неамилоидные. Базидии четырёхспоровые. Цистиды булавовидной или конической формы.
- Гриб несъедобен из-за жёсткой мякоти.

## Распространение и экология
Один из наиболее распространённых грибов в лесах Дальнего востока. Развивается на живых деревьях всех важнейших хвойных пород: на елях, лиственницах, кедре корейском (Pinus koraiensis), пихте белокорой (Abies nephrolepis), пихте сахалинской (Abies sachalinensis), на кедровом стланике (Pinus pumila). Особенно часто встречается на ели аянской (Picea jezoensis), ели сибирской (Picea obovata), ели корейской (Picea koraiensis), лиственнице Гмелина (Larix gmelinii).
Паразитирует на корнях хвойных деревьев, вызывая коричневую гниль.

## Сходные виды
Молодые грибы можно спутать с трутовиком серно-жёлтым.